# 徳島文理中学校・高等学校
徳島文理中学校・高等学校（とくしまぶんりちゅうがっこう・こうとうがっこう、英称：Tokushima Bunri High school）は、徳島県徳島市山城西に所在し、中高一貫教育を提供する私立中学校・高等学校。

## 概要
学校法人村崎学園の創立者の村崎サイが1895年に開校した裁縫専修学校を前身とした村崎学園の淵源とも言うべき学校である。女子校として設立されたが1975年に男女共学の中学校を設置、それ以降は自立寮開設などの規模拡大を経て現在に至っている。
徳島文理大学の関連学校だが、ほとんどが外部の大学に進学する。
入学には主に、中学課程から入学する方式（6年間）と、高校課程から入学する方式（3年間）があり、いずれも入学の際に試験が課される。また、編入制度もある。
2006年に必修科目の未履修が明らかになった。豊崎博司校長（当時）は教員に、生徒へ「単位不足はない」と虚偽説明をするよう指示し、その後辞任。3年生197人は全員未履修があり、最大で315時間の履修不足があった。
2008年度入試からは、中学校の入学試験が従来の1回のみから、前期・後期の2回制に変更されるなど、新入生獲得のための様々な取り組みを行っている。また、同年からは耐震性強化などの為に一部校舎（本館）の建て替えが実施され、新校舎は2009年7月に完成している。

## 沿革
- 1895年 - 村崎サイが「女性の自立」を建学の精神として私立裁縫専修学校を創立[3]。
- 1924年 - 徳島女子職業学校を設置[3]。
- 1944年 - 村崎女子商業学校が認可[3]。
- 1948年 - 村崎女子商業学校を村崎女子高等学校と改称[3]。
- 1958年 - 村崎女子高等学校を徳島女子高等学校と改称[3]。
- 1975年 - 徳島文理大学附属中学校創立（男女共学化）[3]。
- 1976年 - 徳島女子高等学校を共学化し、徳島文理高等学校に改称。徳島文理大学附属中学校を徳島文理中学校に改称[3]。
- 1979年 - 文理自立寮開設[3]。
- 1982年 - 徳島文理高等学校同窓会、自立寮同窓会発足。
- 1984年 - 徳島文理中・高女子部設置。
- 1989年 - 徳島文理中・高女子部廃止。
- 1995年 - 創立100周年記念式典挙行[3]。
- 2004年 - 文理自立寮廃寮。
- 2006年 - 6科目の未履修が発覚。
- 2007年 - 数学教諭が塾勧誘目的で合格名簿流用。
- 2008年 - 中学校の入学試験において、前期・後期の2回制を導入。

## 部活動・同好会

### 体育系
- 剣道
- 卓球
- 硬式テニス
- ソフトボール
- サッカー
- バレーボール
- バスケットボール
- バドミントン
- 陸上競技部
- フェンシング部

### 文化系
- 生物観察同好会
- 書道
- 放送
- 吹奏楽
- 化学
- 美術
- 囲碁・将棋
- 郷土研究
- 数学研究同好会
- 文芸
- 国際文化研究会（ISC）
- ディベート
- 鉄道研究会
- 写真
- 茶道
- 中国語研究同好会
- 音楽同好会
- 家庭科同好会
- 競技かるた部
- 演劇同好会

## 著名な卒業生
- 井上裕衣 - 名古屋テレビ放送記者、元アナウンサー
- 住友真世 - フリーアナウンサー
- 原井俊典 - 電子オルガン奏者
- 三木亨 - 政治家（元参議院議員）
- 島川未有 - 四国放送アナウンサー
- 内藤佐和子 - 政治家（元徳島市長）
- 松本杏奈 - 「海洋プラ問題を解決するのは君だ!」運営者[4][5]、NPO法人「IHRP」理事[6]

## 関連校
| 学校名                 | 創立   | 備考                                     |
| ---------------------- | ------ | ---------------------------------------- |
| 徳島文理大学           | 1895年 | 旧名は私立裁縫専修学校、徳島女子短期大学 |
| 徳島文理小学校         | 1984年 |                                          |
| 徳島文理大学附属幼稚園 | 1973年 |                                          |